# Orquestra Sinfônica de Hiroshima

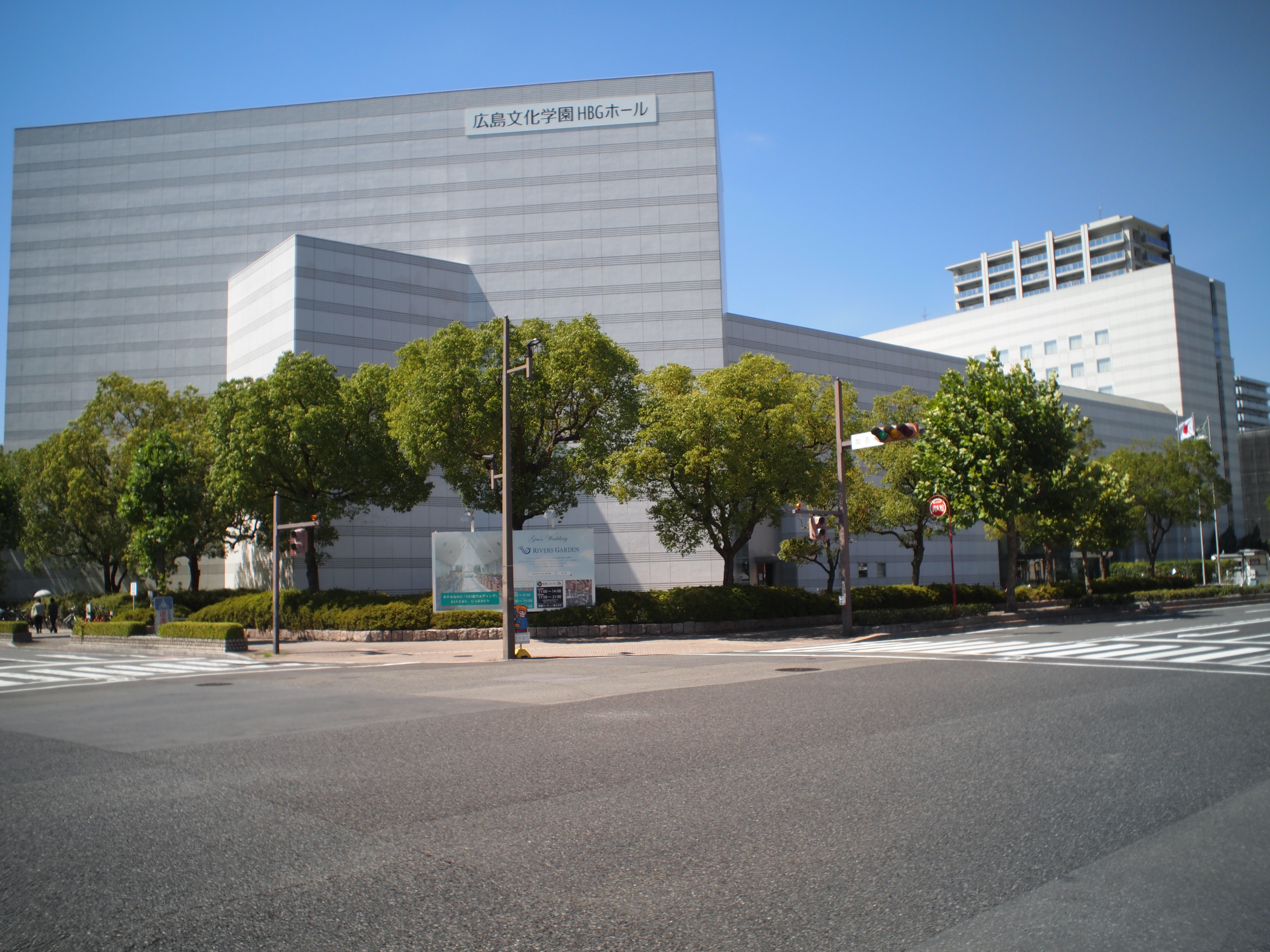
広島市文化交流会館

A Orquestra Sinfônica de Hiroshima é uma orquestra baseada em Hiroshima, Japão, fundada em 1963 com o nome de Orquestra Cívica de Hiroshima, recebendo o atual nome somente em 1969 e em 1972 tornou-se uma orquestra profissional.

## Diretores Musicais
- Akeo Watanabe (1984–1986)
- Ken Takaseki (1986–1990)
- Yoshikazu Tanaka (1990–1994)
- Naohiro Totsuka (1994–1998)
- Norichika Iimori, Hiroyuki Odano, Kazumasa Watanabe (1995–2002)
- Hong-Jae Kim (2002–2004)
- Kazuyoshi Akiyama (1998–)